# Енгін Акчакоча
Енгін Акчакоджа (тур. Engin Akçakoca)— провідний турецький фінансист. У 2001-му був призначений головою Агентства з регулювання і нагляду за банківською системою Туреччини, а також Фонду страхування і збереження ощадних вкладів. Відповідав за розробку і реалізацію програми реконструкції банківського сектора Туреччини. У 2004 році він почав працювати консультантом Міжнародного валютного фонду в Нігерії та Киргизстані.
У 2009—2013 був консультантом Національного банку України з питань банківського нагляду. За цей час вперше ініціював проведення декількох діагностичних обстежень банківської системи з подальшою її докапіталізацією. Був членом експертної ради Кабінету Міністрів України з питань капіталізації банків. У 2013—2015 роках співпрацював з Україною як консультант проекту «Розвиток інституційної спроможності НБУ». 17 січня 2017 року обраний головою наглядової ради ПАТ КБ «ПриватБанк».
5 липня 2019 року Енгін Акчакодж покинув наглядову раду Приватбанку, згідно з відповідним розпорядженням Кабінету Міністрів. Згідно з повідомленням Приватбанку, через  відмову від повторного призначення.